# 175 г. пр.н.е.
175 (сто седемдесет и пета) година преди новата ера (пр.н.е.) е година от доюлианския (Помпилийски) римски календар.

## Събития

### В Римската република
- Консули са Публий Муций Сцевола и Марк Емилий Лепид (за II път).
- Въстание на лигурите и келтиберите, което е бързо потушено.[1][2]
- Kонсулът Eмилий построява пътя Via Aemilia в участъка от Бонония до Аквилея.[1][2]

### В царството на Селевкидите
- Селевк IV Филопатор е убит от своя министър Хелиодор в Антиохия, който се задържа за кратко като узурпатор. На трона, вместо по-големия син на убития владетел Деметрий, се възкачва по-малкият син Антиох IV Епифан, който е подкрепен и от царя на Пергам Евмен II.[1][2]
- Тимарх е назначен от новия владетел за сатрап на Медия.

## Починали
- Селевк IV Филопатор, цар от династията на Селевкидите (роден 217 г. пр.н.е.)